# 210Pb-Datierung

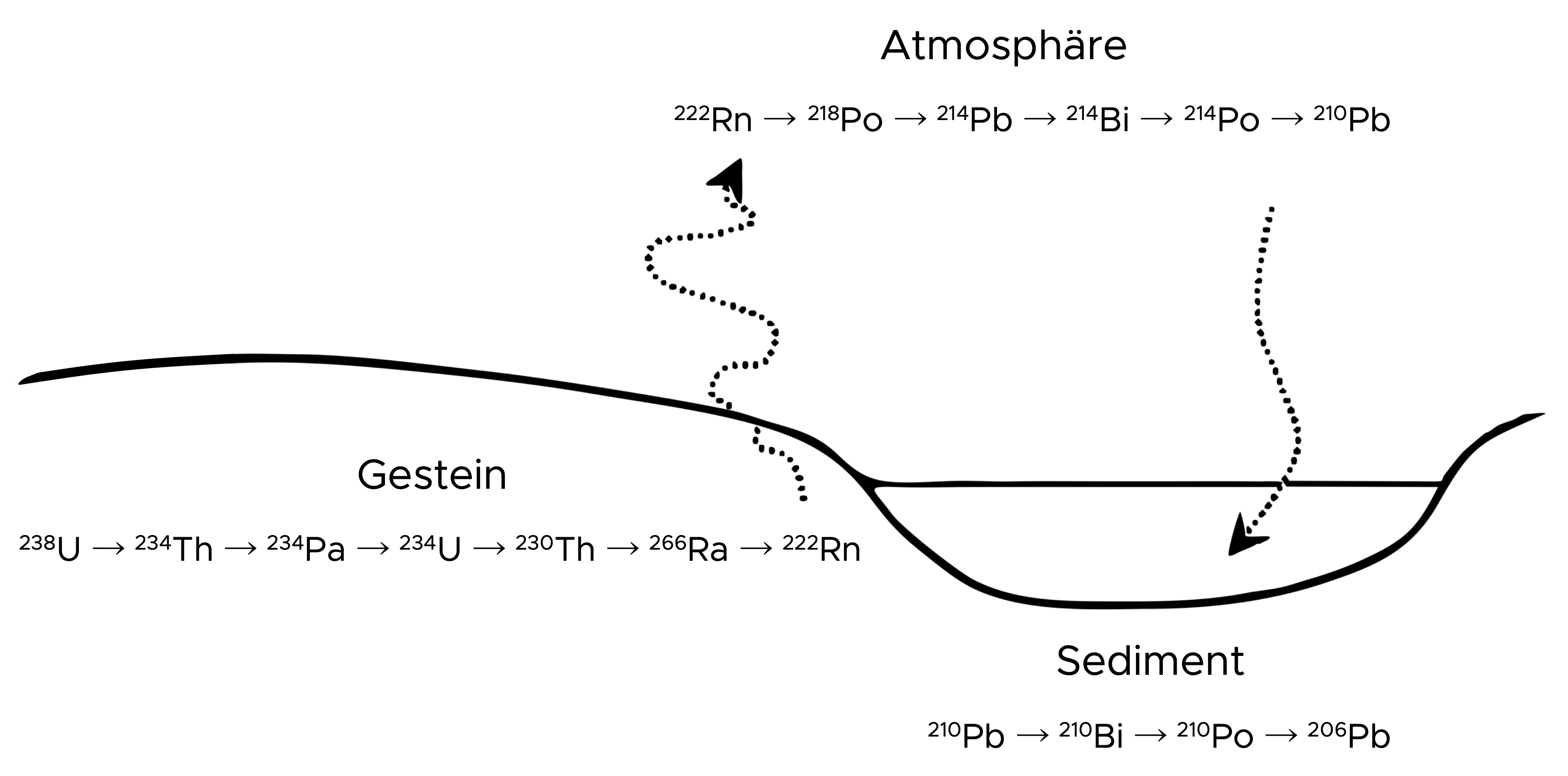
Zerfallsumgebungen der Uran-Radium-Reihe

Die 210Pb-Datierung (sprich Blei-210-Datierung) ist eine radiometrische Datierungsmethode für siliziklastische Sedimente. Sie basiert auf dem radioaktiven Zerfall des Bleiisotops 210Pb, welches kontinuierlich in der Atmosphäre durch den Zerfall von 222Rn erzeugt wird (Uran-Radium-Reihe).
210Pb wird über Niederschlag zur Erdoberfläche transportiert und lagert sich dort an Silikatpartikel an. Mit dem Abschluss von der Atmosphäre wird der Zerfall nicht mehr ausgeglichen. In ungestörten kontinuierlichen Abfolgen beginnt so die 210Pb-Konzentration systematisch mit der Tiefe abzunehmen. Sofern der atmosphärische Fluss konstant ist, kann so aus dem Zerfallsprofil direkt auf die Sedimentationsrate und das Alter von bis zu 200 Jahren geschlossen werden. Die ersten Prinzipien des Verfahrens wurden 1963 von dem Meereschemiker Edward D. Goldberg publiziert.